# 我見
我見，佛教的術語，佛教認定的錯誤見解之一，這種見解認為我（ātma）是實存的。這經常被等同於薩迦耶見。

## 概論
在古印度宗教中，存在許多對於我的理論，如奧義書傳統中的梵我，數論派的神我，此外還有補特伽羅、儒童等等的名稱。
佛教認為，在五取蘊中，並不存在著我（ātma）。認為有我（ātma）實存，是源自於無明造成的錯誤見解，這稱之為薩迦耶見。說一切有部將薩迦耶見分析為我見和我所見二種。

## 一我見
在《大毘婆沙論》中關於《發智論》“五我見”的論述中評破了“一我見”異說，北涼浮陀跋摩譯《阿毘曇毘婆沙論》記載：
|  | 《朔迦書》云何通？如說：唯有一我見，無有五我見。無五我見者，無計五陰是我者是也。所以者何？計我見，唯計一法，五陰是別異法。計我見家說：一我一人無分，不壞不變是常。 《朔迦書》復云何通？如說：五大微塵，雖各異相，是我是常。 |

極微在佛陀本人的經典中從未出現，可能源於說一切有部等對此《六法論》有關學說的批判性接受。